# Lubsko
Lubsko, tyska: Sommerfeld, är en stad i västra Polen, belägen i Powiat żarski i Lubusz vojvodskap. Tätorten hade 14 483 invånare år 2014 och är centralort för en kommun med totalt 19 095 invånare samma år.

## Historia

### Medeltiden

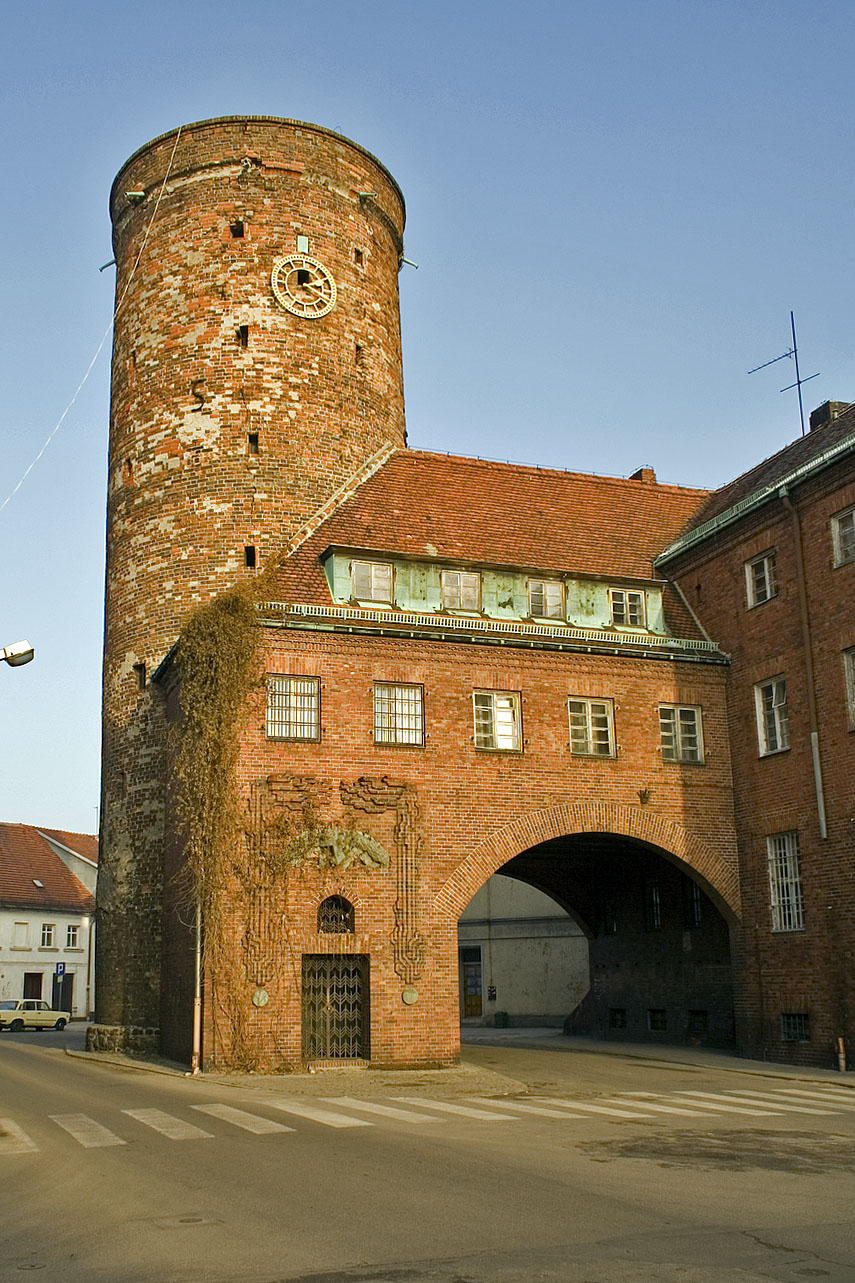
Żagań-porten i ringmuren.

Arkeologiska spår av bosättningar på platsen finns redan från Lausitzkulturen under bronsåldern. Orten uppstod under 800-talet e.Kr. som en sorbisk-slavisk bosättning med namnet Zemrje. Namnet syftar troligen på en lokal kultplats omgiven av våtmarker. 
Området erövrades och koloniserades i samband med Ostsiedlung och orten omnämns första gången i skrift 1106, då grundadet av en borg på denna plats i markgrevskapet Niederlausitz omnämns. Dokumentet tros dock vara en samtida förfalskning för att stärka huset Wettins anspråk i området, då markgreven Henrik I av Meissen, vars underskrift står på dokumentet, redan var död då. Staden erhöll stadsrättigheter av Henrik III av Meissen 1283 enligt Magdeburgrätten. I dokumentet omnämns stadens vävargille flera gånger, vilket tyder på att väverier var en viktig näring under stadens tidiga historia. Staden fick rätt att uppföra en stadsmur, som gavs två portar, den norra Gubenporten och den södra Sorauporten. 
Markgreven Dietrich IV av Lausitz sålde 1304 staden till markgrevarna Valdemar och Otto IV av Brandenburg, och staden blev under femtio år del av markgrevskapet Brandenburg. De följande åren kännetecknades av stridigheter mellan Sachsen, Brandenburg och Böhmen omkring Niederlausitz och ekonomisk tillbakagång. Staden erhöll samtidigt utökad rätt till tullfrihet. 
År 1353 pantsattes staden av Brandenburg till Fredrik III av Meissen. Under åren 1364-1368 erhöll hertigen Bolko II av Schweidnitz staden i förläning av sin släkting kejsaren Karl IV, som löste pantsumman. Efter hertigens död utan arvingar tillföll staden den böhmiska kronan. Hans son Wencel IV gav staden rätt att prägla mynt 1411. I samband med husiterkrigen 1430-1431 brändes och plundrades staden.

### Brandenburg-Preussen 1492-1871
Efter kriget mellan kurfursten Albrekt Akilles av Brandenburg och hertigen Jan II av Żagań tillföll staden 1492 kurfurstendömet Brandenburg i freden i Kamenz, vilket blev början på en lång tid under brandenburgsk-preussiskt styre. Crossen an der Oder och Sommerfeld utgjorde tillsammans en brandenburgsk landkil in i det omgivande sachsiska Niederlausitz. Efter en större stadsbrand 1496 återuppbyggdes staden under 1500-talet, och från denna tid härstammar det historiska rådhuset i renässansstil. Under 1520-talet verkade lutherska predikare i staden, och 1537 infördes reformationen.
1543 kom staden i adelssläkten von Packs ägo, senare familjen von Kottwitz, och konflikter mellan stadsbor och länsherren var vanliga, vilket ledde till att stadsborna skapade en stadsvakt för att skydda sig mot slottsknektarna.
Under trettioåriga kriget plundrades staden upprepade gånger, omkring 20 gånger mellan 1627 och 1629. 1627 intogs staden av Wallensteins trupper. 1633 drabbades staden av pesten, då mer än hälften av invånarna dog. Svenska trupper plundrade staden flera gånber mellan 1639 och 1643. Detta blev också slutet för vinodlingen i regionen.
Från 1701 uppgick staden tillsammans med Brandenburg i kungadömet Preussen. Staden ockuperades av omväxlande preussiska och österrikiska trupper under sjuårskriget och tvingades betala stora kontributioner, men undgick förstörelse. Under Napoleonkrigen blev staden åter flera gånger ockuperad. 1813 slog stadens milis tillbaka ett franskt angrepp mot stadens befästningar.

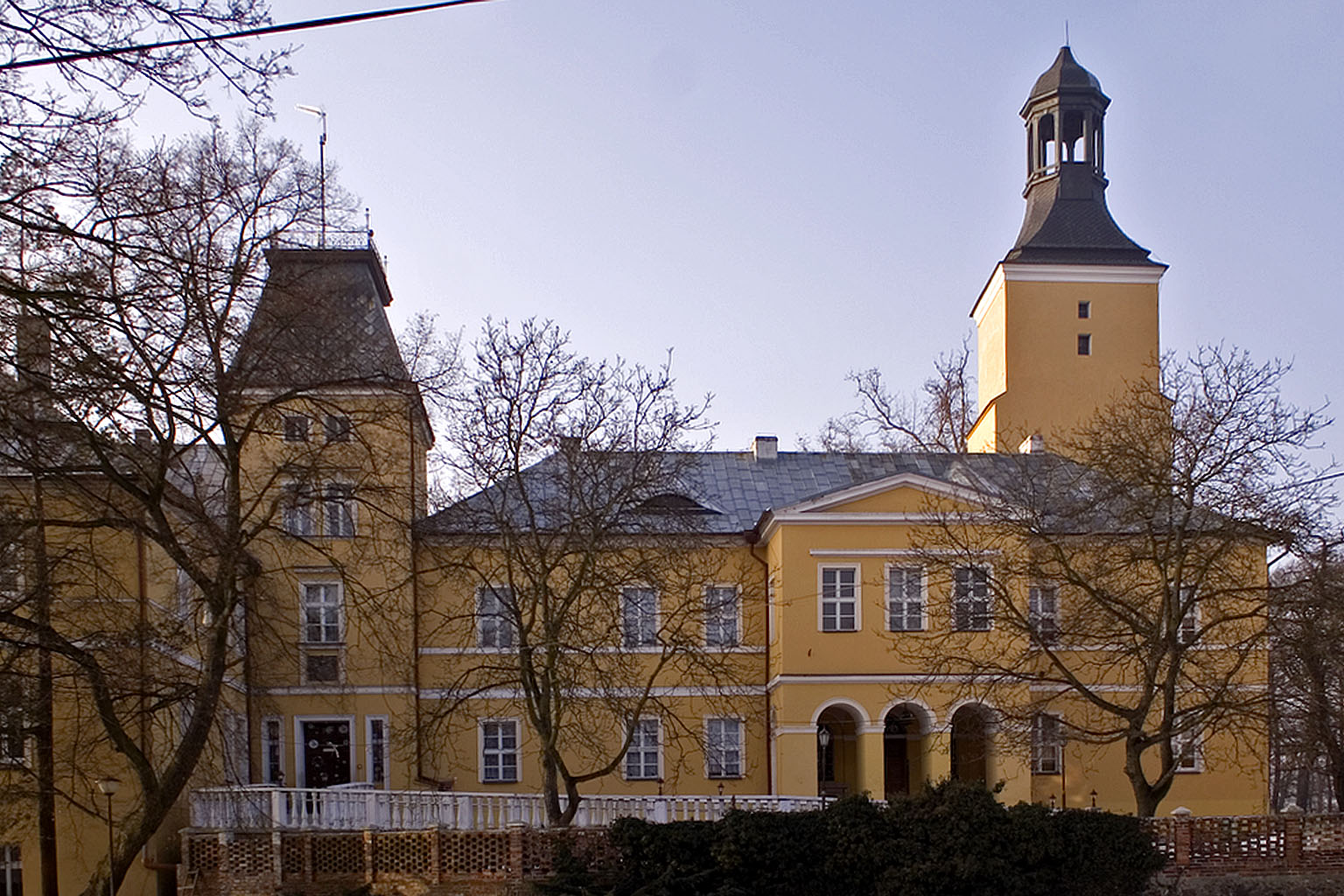
Lubskos slott.

Från 1815 blev staden del av Kreis Crossen i provinsen Brandenburg. Stadens slott fick sitt nuvarande utseende i mitten av 1800-talet. Staden anslöts till järnvägslinjen Berlin-Breslau 1846 och industrialiserades.

### Tyskland 1871-1945
Staden tillhörde Tyska riket från 1871 fram till 1945. Fram till första världskriget växte befolkningen och en textil- och tegelindustri etablerades, men under Weimarrepubliken gick stadens ekonomi och invånarantal tillbaka. Sedan 1930 är stadens slott äldreboende.
Under andra världskriget undgick staden förstörelse från luften. Vid stadens industrier fanns många tvångsarbetare från ockuperade områden. Under januari-februari opererade här polska gerillaförband, och staden intogs av Röda armén 14 februari 1945 i samband med den nederschlesiska offensiven. 16-19 februari återtogs staden av SS-trupper från Sturmbrigade Dirlewanger innan de tyska trupperna tvingades retirera. Staden utsattes endast för lättare artilleribeskjutning och bebyggelsen var huvudsakligen oskadd vid krigsslutet.

### Polen 1945-
Staden tillföll enligt Potsdamöverenskommelsen Folkrepubliken Polen i juni 1945, då den överlämnades till polska myndigheter. Staden döptes först om till Zemsz och sedan till Lubsko efter floden Lubsza. Under tiden omedelbart efter kriget fördrevs den tyska befolkningsmajoriteten från staden, och befolkningen ersattes under åren efter kriget med flyktingar från de sovjetiska områdena öster om Curzonlinjen. Delar av industrin monterades ned som krigsskadestånd, men 1946 kom produktionen i stadens textilindustri åter igång. Det perifera läget i Polen och de dåliga kommunikationerna var dock till nackdel för stadens fortsatta utveckling, även om begränsade investeringar gjordes under 1960- och 1970-talet.
Efter kommunistregimens fall 1989 lades stadens fabriker till stora delar ned, och arbetslösheten uppgick till över 40 procent i början av 1990-talet. Även stadens järnvägsförbindelser lades ned på grund av det vikande passagerarunderlaget. I början av 2000-talet har viss återhämtning av stadens ekonomi skett genom Polens EU-inträde och utländska investeringar i området, vilket lett till att arbetslösheten sjunkit till omkring 20 procent.

## Kända invånare
- Johannes Aesticampianus (1457-1520), teolog och humanist.
- Max von Boehn (1850-1921), tysk arméofficer.
- Joanna Brodzik (född 1973), skådespelare.
- Gerhard Domagk (1895-1964), patolog och bakteriolog, Nobelpristagare i medicin 1939, gick i skolan i Sommerfeld.
- Ewelina Flinta (född 1979), popsångare.
- Alfred Goldscheider (1858-1935), neurolog.
- Jerzy Kaczmarek (född 1948), florettfäktare.
- Auguste Viktoria av Schleswig-Holstein-Sonderburg-Augustenburg (1858-1921), tysk kejsarinna och drottning av Preussen, maka till Vilhelm II av Tyskland.
- Eduard Vogel von Falckenstein (1797-1885), preussisk arméofficer.
- Carl Warnstorf (1837-1921), botaniker.

## Vänorter
- Brody, Lubusz vojvodskap, Polen
- Forst (Lausitz), Brandenburg, Tyskland
- Helsinge, Gribskovs kommun, Danmark
- Pavlohrad, Ukraina
- Vlotho, Tyskland